# Valbom (Pinhel)
Valbom ist eine Ortschaft und ehemalige Gemeinde im Norden Portugals.

## Verwaltung
Valbom war Sitz einer eigenständigen Gemeinde (Freguesia) im Kreis (Concelho) von Pinhel. Im ehemaligen Gemeindegebiet leben 214 Einwohner (Stand 30. Juni 2011).
Im Zuge der administrativen Neuordnung in Portugal 2013 wurde die Gemeinde Valbom am 29. September 2013 aufgelöst und mit der Gemeinde Bogalhal zur neuen Gemeinde Valbom/Bogalhal zusammengeschlossen. Sitz der neuen Gemeinde wurde Valbom.